# Ulak Jermun
Ulak Jermun is een bestuurslaag in het regentschap Ogan Komering Ilir van de provincie Zuid-Sumatra, Indonesië. Ulak Jermun telt 3911 inwoners (volkstelling 2010).